# Hydrophis semperi
Espèce
Synonymes
- Leioselasma semperi (Garman, 1881)

Statut de conservation UICN

 VU B1ab(iii,v); D2 : Vulnérable
Hydrophis semperi est une espèce de serpents de la famille des Elapidae.

## Répartition
Cette espèce est endémique du lac Taal sur Luçon aux Philippines.

## Étymologie
Cette espèce est nommée en l'honneur de Karl Gottfried Semper.

## Publication originale
- Garman, 1881 : New and little-known reptiles and fishes in the museum collections. Bulletin of the Museum of Comparative Zoology, vol. 8, n. 3, p. 85-93 (texte intégral).